# Sebastian Polter
Sebastian Polter (sinh ngày 1 tháng 4 năm 1991) là một cầu thủ bóng đá chuyên nghiệp người Đức thi đấu ở vị trí tiền đạo cho câu lạc bộ Schalke 04 tại Bundesliga.